# Девятка пинтуби

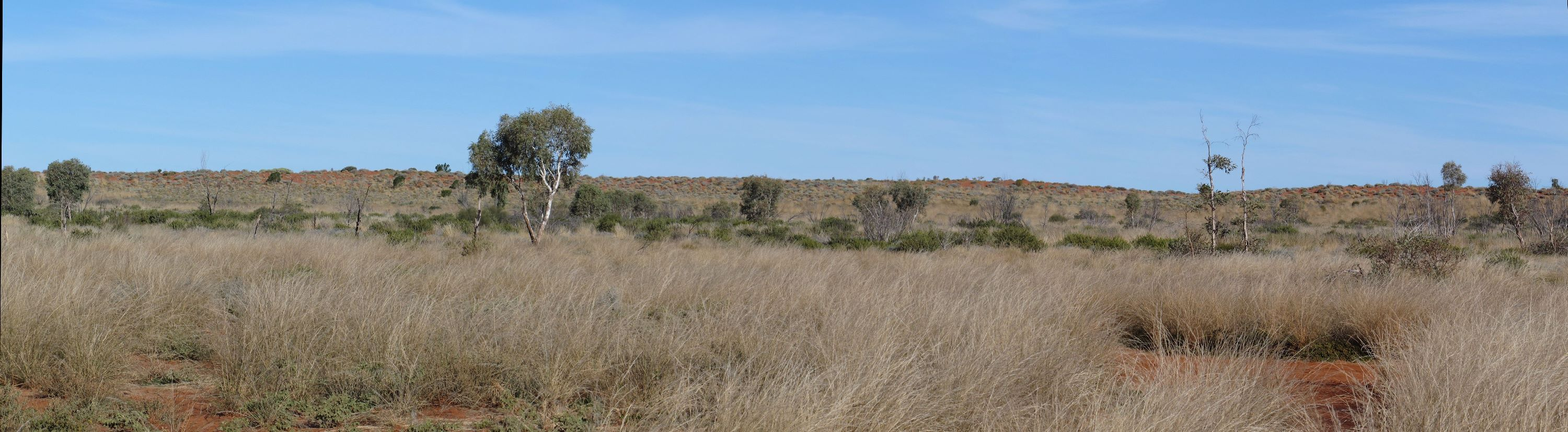
Пустыня Гибсона

Девятка пинтуби — группа из девяти человек племени пинтуби, которая вела традиционную для аборигенов жизнь охотников-собирателей в австралийской пустыне Гибсона до 1984 года, когда они вступили в контакт со своими родственниками близ Кивирккуа. Их иногда также называют «заблудшим племенем». В октябре 1984 года, когда они прекратили кочевую жизнь, международная пресса окрестила их «последними кочевниками».

## История
Группа кочевала между водяными скважинами у озера Маккай, недалеко от границы между Западной Австралией и Северной Территорией, носила пояса из волосяной ткани и была вооружена двухметровыми деревянными копьями и копьеметалками вумера, а также замысловато вырезанными бумерангами. В их рационе преобладали вараны и кролики, а также местные растения.
Группа была семьёй, состоящей из двух женщин (Наньяну и Папаланьяну) и семи детей: четверых братьев (Уарлимпиррнга, Уалала, Тамлик и Пийити) и троих сестёр (Ялты, Йикульты и Такария). Все мальчики и девочки были подросткового возраста, хотя их точный возраст не был известен; матерям было под сорок.
Отец семейства — муж обеих женщин — умер. После этого группа отправилась на юг, туда, где, как они думали, находятся их родственники, поскольку они видели «дымки» в этой стороне. Они встретили человека из Кивирккуа, но из-за взаимного непонимания отправились обратно на север, в то время как он вернулся в общину и сообщил остальным, которые затем отправились вместе с ним на поиски группы. Члены общины быстро поняли, что группа была их родственниками, которые остались в пустыне двадцатью годами ранее, в то время как многие из них переселились ближе к Алис-Спрингс. Члены общины отправились на машине к месту встречи, затем выслеживали их некоторое время, и наконец, нашли. После установления контакта и выяснения их родственных отношений, девятка пинтуби была приглашена переехать в Кивирккуа, где большинство из них живёт и поныне.
Говорящие на языке пинтуби следопыты сообщили им, что там много еды и вода течёт из труб; Ялты говорила, что это совершенно  поразило их. Медицинский осмотр показал, что клан Тьяпалджарри (ещё одно имя, которым их называли) был «в прекрасном состоянии. Ни грамма жира, хорошо сложенные, сильные, здоровые». В Кивирккуа, недалеко от Кинторе, они встретились с другими членами их большой семьи.
В 1986 году Пийити вернулся в пустыню. Уарлимпиррнга, Уалала и Тамлик (теперь известный как Томас) получили международное признание в мире искусства как братья Тьяпалджарри. Три сестры, Ялты, Йикульты и Такария, также являются известными художницами-аборигенами, работы которых можно увидеть на выставке и приобрести у ряда арт-дилеров. Одна из матерей умерла; другая поселилась с тремя сёстрами в Кивирккуа.